# Hưu hướng Như Lai
Hưu hướng Như Lai (chữ Hán: 休向如來) là một bài thơ thiền nổi tiếng của Quảng Nghiêm thiền sư, sáng tác vào khoảng thời nhà Lý (Việt Nam).

## Nguyên tác[1]
離寂方言寂滅去，

生無生后說無生。

男兒自有衝天志，

休向如來行處行。

## Phiên âm
Li tịch phương ngôn tịch diệt khứ,

Sinh vô sinh hậu thuyết vô sinh.

Nam nhi tự hữu xung thiên chí,

Hưu hướng Như Lai hành xứ hành.

## Bản dịch
Bản dịch:

Đừng theo bước Như Lai
Thoát tịch rồi bàn câu tịch diệt

Sau vô sinh hãy nói vô sinh

Nam nhi tự có chí xông trời

Theo gót Như Lai bước từng bước.
Bản dịch của Ngô Tất Tố::

Thoát kiếp rồi bàn câu tịch diệt

Không sinh hãy nói chuyện siêu sinh

Tài trai có chí xông trời thẳm

Giẫm vết Như Lai luống nhọc mình
Dịch nghĩa:

Xa lìa sự ham muốn mới có thể bàn chuyện đi vào tịch diệt

Sinh vào cõi vô sinh rồi mới có thể bàn chuyện vô sinh

Làm trai phải tự có chí xông trời thẳm

Đừng dẫm theo vết chân của Như Lai.

## Giải thích
Câu cuối hưu (休) nếu là hựu thì câu thơ có nghĩa là: "Lại hướng theo Như Lai làm chỗ làm".
Có bản hai câu đầu là:

Li tịch phương ngôn tịch diệt

Khứ sinh hậu thuyết vô sinh

Kinh Dịch, hệ từ truyện có khái niệm "sinh sinh", "sinh sinh chỉ vị Dịch" (sinh sôi này nở, đó là Dịch). Sách Trang Tử, thiên Đại Tông sư có câu: "Sát sinh giả bất tử, sinh sinh giả bất sinh" có nghĩa là ai diệt được lòng ham sống thì sẽ không chết, ai ham sống thì không phải thực sự sống.

Từ đó, hai câu đầu có thể dịch là:

Xa lìa tịch mới nói tịch diệt

Sinh đời thường mới nói vô sinh.